# Segunda Avenida (línea de la Sexta Avenida)
La estación Segunda Avenida o conocida en inglés como Second Avenue es una estación de la línea de la Sexta Avenida del metro de la ciudad de Nueva York, localizada en la intersección de la Segunda Avenida y la Calle Houston en Lower East Side barrio de Manhattan.
La estación tiene dos plataformas centrales y cuatro vías. Los trenes F operan en las vías externas mientras que los trenes V operan en las vías internas. Las baldosas de la estación son de color púrpura con bordes de púrpura oscuro; con columnas de concreto, especialmente hay grandes columnas con bancas en el centro de las plataformas. A pesar del nombre de la estación, la salida y el entrepiso en la Segunda Avenida sólo se mantiene abierta por cierto tiempo, y es muy oscura; una caseta de boletos está localizada en el entrepiso de la Primera Avenida. Como parte del plan de 1929 para la línea de la Segunda Avenida en la cual hubiese operado sobre la estación de la Segunda Avenida, debido a eso, se dejó un espacio para darle paso a las vías de la línea de la Sexta Avenida localizadas arriba de la estación.

## Conexiones de autobuses
- M15
- M21